# جولييت هاسلام
جولييت هاسلام (بالإنجليزية: Juliet Haslam) هي لاعب هوكي الحقل أسترالية، ولدت في 31 مايو 1969 في أديلايد في أستراليا.

## وصلات خارجية
- جولييت هاسلام على موقع أوليمبيديا (الإنجليزية)
- جولييت هاسلام على موقع اللجنة الأولمبية الأسترالية (الإنجليزية)
- جولييت هاسلام على موقع اتحاد ألعاب الكومنولث (مؤرشف) (الإنجليزية)